# 怡和嘉业
北京怡和嘉业医疗科技股份有限公司（英語：BMC Medical Co., Ltd.；深交所：301367，简称：怡和嘉业）是一家总部位于中华人民共和国北京市的医疗器械生产企业。公司于2022年11月1日在深圳证券交易所首次公开发行股票并在创业板上市。
2022年，怡和嘉业在广东东莞建立子公司，用于生产制造。
2023年，美国国家老龄化委员会（NCOA）发起的“The 5 Best CPAP Machines in 2023”（2023年5个最佳的CPAP 机器）的调研中，G3系列呼吸机在列。